# Hayato Ikeda
Hayato Ikeda (3 de dezembro de 1899 — 13 de agosto de 1965) foi um político do Japão. Ocupou o lugar de primeiro-ministro do Japão entre 18 de julho de 1960 e 9 de novembro de 1964.
Ikeda é reconhecido pelo seu programa econômico, que prometeu duplicar a Renda per capita do Japão em dez anos, o que foi considerado uma megalomania na época, mas foi alcançado em apenas sete anos . O plano econômico de Ikeda se baseava no tripé (1) redução de impostos (2) ampliação da seguridade social e (3) investimento público.